# 類小鯷
類小鯷（学名：Anchoa analis）為輻鰭魚綱鲱形目鳀科的其中一種，分布於東太平洋區的墨西哥沿岸海域，棲息深度1-2公尺，本魚口鼻中位，胸鰭長超過腹鰭基部，體側具一銀色條紋，體長可達10公分，棲息在河口或潟湖，屬肉食性。

## 擴展閱讀
維基物種上的相關：類小鯷